# Sant Llorenç (barri de València)
Sant Llorenç és un barri de la ciutat de València, part del districte de Rascanya, a l'extrem nord de la ciutat. Se situa entre els barris de Benimaclet i els Orriols, i al sud-est rau el del Camí de Vera; al nord, fita amb els municipis d'Alboraia i Tavernes Blanques. Té una forma de romboide més alta que ampla, dividida en dues per l'avinguda dels Germans Machado (també Ronda Nord), que corre de l'est a l'oest; a més a més, l'avinguda d'Alfauir talla el barri en dos de nord a sud. Limita amb l'històric poble de Benimaclet a l'avinguda d'Emili Baró, mentre els límits meridionals i occidentals són més difusos. Gran part del barri al nord de la Ronda és encara sense urbanitzar, i doncs manté l'estructura tradicional de l'Horta de València. La població el 2008 era de 8.854 habitants.
Una de les curiositats del barri és que el Parc Municipal d'Orriols no és al barri homònim, sinó que cau al bell mig del barri de Sant Llorenç. Just al nord hi ha l'Estadi Ciutat de València, seu del Llevant UE. A l'altra banda de la Ronda, es troben els tallers de la FGV per al Metro de València; fins a la Ronda, les línies són soterrades, però a partir d'ella, acaba el túnel i recorren la superfície. Mentre unes línies es dirigeixen a Alboraia, les altres se'n separen i giren cap a l'oest i cap als tallers. Disposa d'un sol col·legi de primària, el CP Miguel Hernández, i un institut de secundària, l'IES Orriols. A l'extrem oriental, al voltant de l'avinguda d'Alfauir, hi ha uns terrenys esportius anomenats el Racó de Sant Llorenç.

## Transport
Sant Llorenç disposa de bons accessos a la Ronda i a Alboraia, i alhora amb la segona ronda de circumval·lació a través de l'avinguda del Primat Reig.
El barri és servit per la línia 70 de l'EMT de València al carrer de Dolors Marqués, i per les estacions de l'Estadi del Llevant, d'Orriols i d'Alfauir del tramvia i l'estació de Machado de metro. Al sud del barri, corre un carril bici que connecta les avingudes d'Alfauir i d'Emili Baró, i un altre recorre el llarg de l'avinguda d'Alfauir.